# 티머루

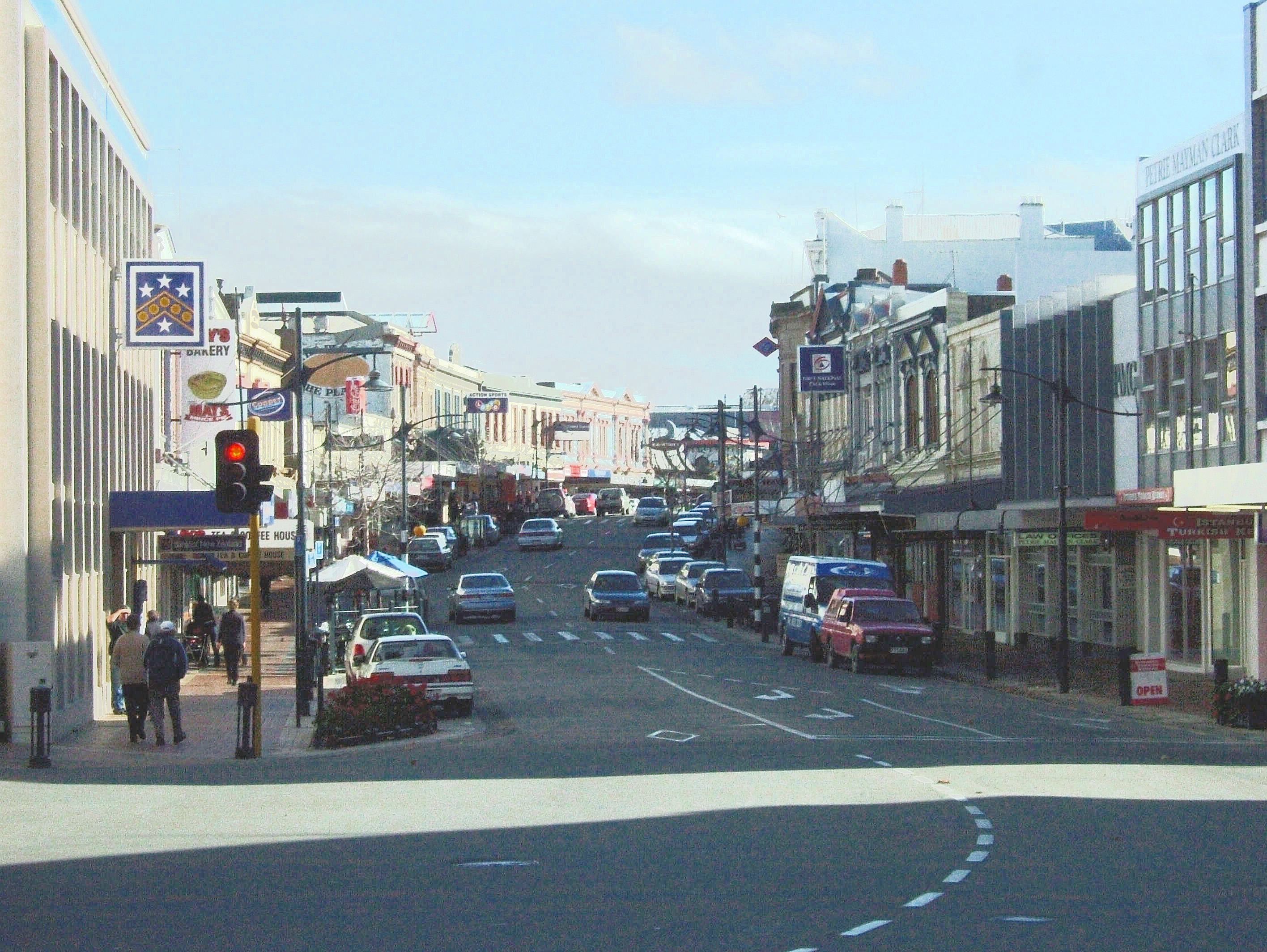

티머루(Timaru)는 뉴질랜드 남섬 동해안 캔터베리 지방의 주요 항구 도시로, 크라이스트처치에서는 160 km, 남섬 태평양 동해안에 위치한 더니딘 북쪽으로 200 km 떨어진 곳에 있다. 티머루 구는 2006년 인구조사를 기준으로 42,867명이 사는 자치구이며, 이전 티머루 타운 주변에는 27,200명이 살고 있고 플레즌트 포인트(1,170), 테무카(4,044), 제랄딘(2,244)과 같은 작은 시골 사회와 연결된 번영하는 농업배후지지가 되는 곳이다. 와이마테 타운은 오아마루와 더니딘까지 남쪽 길로 약 40 km 떨어진 곳에 있다. 캘롤라인 만 해안은 인기있는 여가지로 티머루 타운의 중심가 가까운 곳에 있고, 항구 시설 북쪽에 있다. 캐롤라인 만을 넘어, 워시다이크 산업 교외지가 맥캔지 컨트리로 가는 주요 노선인 8번 국도 교차점에 있다. 이곳은 페어라이, 트위젤, 테카포 호수, 아오라키 마운트 쿡 그리고 퀸즈타운과 연결되어 있다.
티머루는 수천년에 마지막으로 분화된 휴화산 호러블 화산의 용암로를 따라 만들어진 언덕 위에 건설되었다. 결과적으로 대부분의 중심가가 위치하여, 북쪽의 캔터베리 평원의 밋밋한 풍경과는 확연한 대조를 이룬다. 이 화산 바위는 이 지방의 청회색 건물을 건설하는데 사용되고 있다.

## 날씨
| 티머루의 기후            | 티머루의 기후 | 티머루의 기후 | 티머루의 기후 | 티머루의 기후 | 티머루의 기후 | 티머루의 기후 | 티머루의 기후 | 티머루의 기후 | 티머루의 기후 | 티머루의 기후 | 티머루의 기후 | 티머루의 기후 | 티머루의 기후 |
| 월                       | 1월           | 2월           | 3월           | 4월           | 5월           | 6월           | 7월           | 8월           | 9월           | 10월          | 11월          | 12월          | 연간          |
| ------------------------ | ------------- | ------------- | ------------- | ------------- | ------------- | ------------- | ------------- | ------------- | ------------- | ------------- | ------------- | ------------- | ------------- |
| 일평균 최고 기온 °C (°F) | 21.1 (70.0)   | 20.9 (69.6)   | 19.3 (66.7)   | 16.6 (61.9)   | 13.3 (55.9)   | 10.6 (51.1)   | 10.1 (50.2)   | 11.4 (52.5)   | 14.2 (57.6)   | 16 (61)       | 18.3 (64.9)   | 19.9 (67.8)   | 16 (61)       |
| 일평균 최저 기온 °C (°F) | 11.3 (52.3)   | 11.1 (52.0)   | 10 (50)       | 7.1 (44.8)    | 3.9 (39.0)    | 1.3 (34.3)    | 1.2 (34.2)    | 2.3 (36.1)    | 4.5 (40.1)    | 6.4 (43.5)    | 8.4 (47.1)    | 10.4 (50.7)   | 6.5 (43.7)    |
| 평균 강수량 mm (인치)    | 46 (1.8)      | 38 (1.5)      | 52 (2.0)      | 66 (2.6)      | 42 (1.7)      | 41 (1.6)      | 43 (1.7)      | 45 (1.8)      | 35 (1.4)      | 55 (2.2)      | 48 (1.9)      | 53 (2.1)      | 573 (22.6)    |
| 출처: NIWA Climate Data  |               |               |               |               |               |               |               |               |               |               |               |               |               |

## 인구
| 연도  | 인구   | ±% p.a. |
| ----- | ------ | ------- |
| 2006  | 26,118 | —       |
| 2013  | 26,262 | +0.08%  |
| 2018  | 27,498 | +0.92%  |
| 출처: |        |         |

## 같이 보기
- 파랩